# Dianthus stenocephalus
Dianthus stenocephalus är en nejlikväxtart som beskrevs av Pierre Edmond Boissier. Dianthus stenocephalus ingår i släktet nejlikor, och familjen nejlikväxter. Inga underarter finns listade i Catalogue of Life.